# CKVD-FM
 (novembre 2023).
Si vous disposez d'ouvrages ou d'articles de référence ou si vous connaissez des sites web de qualité traitant du thème abordé ici, merci de compléter l'article en donnant les références utiles à sa vérifiabilité et en les liant à la section « Notes et références ».
CKVD-FM, anciennement CJVD-FM, est une station de radio québécoise située à Vaudreuil-Dorion et diffusant à la fréquence 100,1 MHz sur la bande FM. Fondée en septembre 2008 par Yves Sauvé, cette radio commerciale et indépendante est au service de Vaudreuil-Soulanges, de l'Ouest-de-l'Île de Montréal, Salaberry-de-Valleyfield, Beauharnois et Châteauguay.

## Histoire
En juillet 2007, Yves Sauvé se voit attribuer une licence du CRTC pour une nouvelle station de radio à Vaudreuil-Dorion, mais doit choisir une autre fréquence que le 106,3 MHz. La fréquence 100,1 MHz est approuvée en mai 2008. Elle est lancée le 29 septembre 2008.
En février 2023, le CRTC autorise la vente de la station à Le5 Communication inc., une entreprise franco-ontarienne. Le 1er mars 2023, le nouveau propriétaire change les lettres d'appel pour CKVD-FM dont le slogan est : « Mon son, ma région ». Le propriétaire de la station est le maire de la ville de Sudbury en Ontario, Paul Lefebvre.